# Psicologia del jo
La psicologia del jo (en anglés ego psychology) és una escola de psicoanàlisi arrelada en el model estructural freudià de la ment humana. Al costat del neofreudisme culturalista (Karen Horney, Abram Kardiner, etc.), l'annafreudisme, l'escola de Chicago (Franz Alexander), i la Self Psycology, més tardana, l'la psicologia del jo, representada per Rudolph Loewenstein, Ernst Kris, Erik Erikson, David Rapapport (1911-1960), i sobretot Heinz Hartmann, és una de les grans línies de pensament de la història del freudisme nord-americà, i un component principal de l'anomenada escola de Nova York que li va servir de suport.

## Orientacions teòriques d'aquest corrent
Un individu interactua amb el món exterior igual com respon a forces internes. Molts psicoanalistes empren un constructe teòric anomenat "jo" per a explicar com ocorre això, amb diferents funcions del jo. Els teòrics de la psicologia del jo se centren en el desenvolupament tant normal com patològic, el seu maneig d'impulsos libidinals i agressius, i la seua adaptació a la realitat.
A grans trets, el freudisme nord-americà, en totes les tendències, privilegia el jo (també a vegades anomenat «ego»), el self o l'individu, en detriment de l'allò, l'inconscient i el subjecte. En conseqüència, oposa a la suposada decadència d'Europa una ètica pragmàtica humana, basada en la noció d'una profilaxi social o higiene mental. D'ací la generalització d'una psicoanàlisi medicalitzada i assimilada a la psiquiatria, contra l'antiga psicoanàlisi vienesa profana, obsessionada per la mort, l'atuïment de l'individu

## Història
Sigmund Freud inicialment havia considerat el jo com una mena d'"òrgan sensorial" per a percebre estímuls externs i interns. Concebia el jo com a sinònim de consciència i el contraposava a l'inconscient reprimit. Al 1911, es referia a "pulsions del jo" per primera vegada en Els dos principis del funcionament mental, i les contrastava a les pulsions sexuals: les pulsions del jo responien al principi de realitat mentre que les pulsions sexuals responien al principi del plaer. També considerava l'atenció i la memòria com funcions del jo.
Freud s'adonà que no tots els fenòmens inconscients es podien atribuir a l'allò, doncs semblava que el jo tenia aspectes també inconscients. Això era un problema significatiu per al seu "model topogràfic", i el resolgué en el seu assaig El jo i l'allò. En el que s'anomenaria el "model estructural", el jo era llavors un component formal d'un sistema ternari que incloïa l'allò i el superjò. El jo encara s'organitzava sobre capacitats perceptuals conscients, però ara tenia característiques inconscients responsables de la repressió i altres operacions defensives. El jo freudià en aquesta època era relativament passiu i feble, un genet impotent damunt el cavall de l'allò, més o menys obligat a anar on l'allò volia (Meissner, sense data).
No gaire després del jo i l'allò, Freud publica al 1926, Inhibició, símptoma i angoixa. En aquest assaig, Freud revisa la seua teoria de l'ansietat i delinea un jo més robust. En comptes de passiu i reactiu a l'allò, el jo era un contrapés d'importància a aquell, responsable de regular impulsos de l'allò, a més d'integrar-ne el funcionament en un tot. Les modificacions fetes per Freud en Inhibició, símptoma i angoixa formaren la base d'una psicologia psicoanalítica interessada en la naturalesa i funcions del jo.
Després de Freud, el psicoanalista més responsable de l'expansió de la psicologia del jo és Heinz Hartmann (Hartmann, 1958). Amb el seu estudi de funcions del jo i de com un individu s'adapta a l'entorn, Hartmann creà tant una psicologia general com un instrument clínic amb què un analista podia avaluar el funcionament d'un individu i formular intervencions terapèutiques. Mitchell i Black (1995) escriuen:

Hartmann afectà de manera poderosa el curs de la psicoanàlisi, obrint una recerca crucial de processos clau i les vicissituds del desenvolupament normal. Les contribucions de Hartmann ampliaren el focus dels interessos psicoanalítics, de la psicopatologia al desenvolupament humà general, d'un tractament aïllat i autocontingut a una impressionant disciplina intel·lectual entre altres disciplines.
Mitchell i Black, 1995 (pàg. 35)

Hartmann creia que el jo inclou capacitats innates per a funcions com la percepció, atenció, memòria, concentració, coordinació motriu i llenguatge. Sota condicions normals, allò que Hartmann anomenava ambient esperable mitjà, aquestes capacitats es desenvolupen en funcions del jo i tenen autonomia de les pulsions libidinals i agressives, això és, no són producte de frustració i conflicte com Freud creia el 1911. Hartmann reconeix, però, que la tasca del psicoanalista era neutralitzar impulsos en conflicte i expandir les esferes lliures de conflicte de les funcions del jo. Fent això, Hartmann pensava que la psicoanàlisi facilitaria l'adaptació de l'individu al seu ambient.
Alguns analistes posteriors interessats en la psicologia del jo emfasitzaren el rol de les defenses, experiències infantils primerenques, i la importància d'experiències socioculturals. Primer, Anna Freud (A. Freud, 1966) enfoca l'atenció en l'inconscient del jo, operacions defensives, i hi introdueix consideracions clíniques importants. Ella pensava que el jo està predisposat a supervisar, regular i oposar-se a l'allò amb defenses i associacions. L'analista necessita detallar el procés moment a moment del que el pacient parla, per a poder identificar, etiquetar i explorar les defenses quan apareixen. Per a Anna Freud, interpretar el contingut reprimit era menys important que comprendre els mètodes que el jo empra per a mantenir les representacions fora del conscient.
Després René Spitz (Spitz, 1965), Margaret Mahler (Mahler, 1968) i Edith Jacobson (Jacobson, 1964) estudiaren el comportament d'infants i les seues observacions s'integraren en la psicologia del jo. Les seues recerques van descriure i explicar processos de vincle primerenc, desenvolupament del jo reeixit i fallit, i desenvolupament psicològic amb interaccions interpersonals. En concret, Spitz identificà la importància de la reciprocitat emocional no verbal mare-infant, Mahler perfeccionà la teoria del desenvolupament psicosexual tradicional afegint el procés de separació-individuació, i Jacobson emfasitzà com els impulsos libidinals i agressius es desplegaven dins el context de relacions primerenques i factors ambientals.
Finalment, Erik Erikson proporcionà una valenta reformulació de la teoria psicosexual biològica i epigenètica de Freud, amb les seues exploracions d'influències socioculturals sobre el desenvolupament del jo. Per a Erikson, un individu és empés per les seues urgències biològiques i forces socioculturals.
Als Estats Units la psicologia del jo fou l'enfocament psicoanalític predominant per l'arribada de psicoanalistes europeus durant i després de la Segona Guerra Mundial. Gradualment, però, es va unir a l'Associació Psicoanalítica Nord-americana i la teoria començà a veure's com conservadora, opressiva i massa estreta de mires, enfocada en conflictes edípics.

## Recepció i crítica
La psicologia del jo té en comú amb tots els altres corrents del freudisme nord-americà el fet que es basa en la idea d'una possible integració humana a una societat, a una "comunitat", fins i tot, després de 1970, a una identitat sexual, a una diferència (bogeria, marge), a un color, a una ètnia, etc. En conseqüència, no és una imitació servil dels ideals de l'american way of life (manera de vida nord-americana), com s'afirma amb massa facilitat a França, sobretot seguint Jacques Lacan. Tot i que apunta a l'adaptació pragmàtica del subjecte a la societat, pren en compte de manera crítica els desarrelaments i les diferències lligats a l'ideal adaptatiu nord-americà.